# Pachydema eremicola
Pachydema eremicola är en skalbaggsart som beskrevs av Henri de Peyerimhoff 1927. Pachydema eremicola ingår i släktet Pachydema och familjen Melolonthidae. Inga underarter finns listade i Catalogue of Life.